# Đô đốc
Danh xưng Đô đốc trong tiếng Việt ngày nay được hiểu theo nghĩa hẹp là bậc quân hàm sĩ quan cao cấp trong lực lượng Hải quân các quốc gia, tương đương cấp bậc admiral trong tiếng Anh; hoặc theo nghĩa rộng là các tướng lĩnh hải quân, bao gồm cả các cấp bậc Phó đô đốc và Chuẩn đô đốc. Theo nghĩa hẹp, cấp bậc Đô đốc được xem là cấp bậc cao cấp nhất mà một sĩ quan hải quân có thể đạt được ở nhiều quốc gia. Một số quốc gia còn hình thành quân hàm bậc trên như Đô đốc Hải quân (admiral of the navy), Thủy sư đô đốc/Đô đốc hạm đội (fleet admiral, admiral of the fleet), hay Đại đô đốc (grand admiral) trên cả cấp bậc Đô đốc, tương đương hàm Thống tướng, Thống chế hay Nguyên soái. Tuy nhiên, trong nhiều quốc gia, quân hàm Đô đốc là quân hàm cao nhất của lực lượng hải quân, tương đương Đại tướng 4 sao.

## Từ nguyên
Danh xưng Đô đốc trong tiếng Việt có nguồn gốc từ chữ Hán 都督. Đây là danh xưng của chức vụ võ quan quân chính cao cấp dưới thời phong kiến của Trung Quốc, ảnh hưởng đến cả Triều Tiên và Việt Nam. Trải qua các thời kỳ lịch sử khác nhau, chức vụ đô đốc thời phong kiến có những quyền lực khác nhau.
Tại Trung Quốc, thời Ngụy Tấn Nam Bắc triều, có ghi nhận chức vụ Trì tiết đô đốc, vốn là tướng lĩnh do trung ương cử đi các địa phương để lãnh việc quân, về sau dần có quyền lớn và kiêm thứ sử các châu và trở thành quan lớn nhất về quân chính tại địa phương. Thời Bắc Chu, triều đình thi hành chế độ phủ binh. Dưới Đại đô đốc, Soái đô đốc có Đô đốc, trật Thất mệnh.
Thời Đường, vào năm 624 cải gọi Tổng quản làm Đô đốc. Có Đại, Trung, Hạ Đô đốc phủ, mỗi phủ có một Đô đốc, phẩm trật có phân biệt tòng nhị phẩm, chánh tam phẩm hoặc tòng tam phẩm phụ trách quản lý thành luỹ, binh mã giáp trượng, lương thực... một số châu. Do đầu nhà Đường, quân đội đều lệ thuộc vào trung ương nên Đô đốc không có nhiều quyền lực. Sau loạn An Sử, thì Đô đốc phủ bị bãi bỏ, Đô đốc trở thành chức vụ danh dự.
Thời Nam Tống lấy Đô đốc quân mã làm quan thống binh do Tể tướng đích thân cử. Dưới một cấp gọi là Đồng đô đốc quan mã, Đốc thị quân mã. Nơi làm việc gọi là Đô đốc phủ. Thời Nguyên cũng đặt Đại đô đốc phủ, Chánh nhị phẩm.
Thời Minh đặt Trung quân, Tả quân, Hữu quân, Tiền quân và Hậu quân ứng với 5 Đô đốc phủ. Mỗi phủ có Tả, Hữu đô đốc trật Chánh nhất phẩm, Đô đốc đồng tri, Đô đốc thiêm sự mỗi chức 2 người, Tòng nhất phẩm.
Tại Việt Nam, vào năm Quang Thái, nhà Trần có đặt chức Đô đốc ở cấp lộ. Tháng 12 năm Tân Tỵ (1461), Lê Lộng được bổ dụng làm Đô đốc Bình chương quân quốc trọng sự. Đầu thời nhà Lê chức Đô đốc đứng đầu võ ban, Bình chương quân quốc trọng sự, là bậc Tể tướng. Tháng 4 năm Bính Tuất (1466), triều đình bắt đầu đặt 5 phủ là Trung quân phủ, Đông quân phủ, Tây quân phủ, Nam quân phủ và Bắc quân phủ cũng gọi là Ngũ quân Đô đốc phủ. Có các chức Tả/Hữu đô đốc, Đô đốc đồng tri, Đô đốc thiêm sự, chuyên giữ việc quân. Quan chế đời Hồng Đức cho Tả/Hữu Đô đốc trật Tòng Nhất phẩm, ngang với Tam thiếu. Đến đời Bảo Thái, đô đốc cho Tòng Nhất phẩm, ngang với Thái tử tam thái
Danh xưng Đô đốc chỉ sử dụng trên thực tế để chỉ cấp bậc sĩ quan hải quân cao cấp tại Việt Nam từ sau năm 1964 theo quy định danh xưng cấp bậc Hải quân Việt Nam Cộng hòa, theo đó cấp bậc tướng lĩnh hải quân được phân thành cấp bậc Thủy sư Đô đốc, Đô đốc, Phó đô đốc, Đề đốc và Phó đề đốc.
Hải quân Nhân dân Việt Nam mãi đến năm 1981 cấp bậc Đô đốc mới được quy định chính thức cùng với các cấp bậc Phó đô đốc và Chuẩn đô đốc.

## Ngày nay
Trong Hải quân Nhân dân Việt Nam, quân hàm Đô đốc tương đương Thượng tướng. Quân hàm Đô đốc được quy định lần đầu tiên trong luật ban hành ngày 31 tháng 12 năm 1981. Cho đến nay mới có 2 sĩ quan Hải quân Nhân dân Việt Nam được phong hàm Đô đốc là Giáp Văn Cương (1921-1990) phong hàm năm 1988 và Nguyễn Văn Hiến phong hàm năm 2011. Theo Luật sĩ quan Quân đội Nhân dân Việt Nam (1999) thì Phó Đô đốc là bậc quân hàm cao nhất của quân nhân giữ chức vụ Tư lệnh Quân chủng Hải quân. Chỉ phong Đô đốc khi là Thứ trưởng Bộ Quốc phòng, Phó Tổng Tham mưu trưởng hoặc Phó Chủ nhiệm Tổng cục Chính trị kiêm nhiệm.
Các quân hàm tương đương cấp tướng, dưới hàm Đô đốc ở một số nước gồm có:
- Phó Đô đốc (Vice Admiral), tương đương Trung tướng
- Chuẩn Đô đốc (Rear Admiral), tương đương Thiếu tướng
- Đề đốc (Commodore), tương đương Chuẩn tướng

Trong Hải quân Pháp có các quân hàm sau đây:
- Đô đốc (Amiral), tương đương Đại tướng, có 5 sao
- Phó Đô đốc Hạm đội (Vice-amiral d'escadre), tương đương Trung tướng, có 4 sao
- Phó Đô đốc (Vice-amiral), tương đương Thiếu tướng, có 3 sao
- Đề đốc/Chuẩn Đô đốc (Contre-amiral), tương đương Chuẩn tướng, có 2 sao

Trước đây từng có cấp bậc Đô đốc Pháp quốc. Từ năm 1830 đến năm 1869, đã có 12 quân nhân được phong Đô đốc Pháp quốc (Amiral de France). Từ đó trở đi không ai được phong cấp bậc này nữa. Ngày 29 tháng 6 năm 1939, theo một sắc lệnh, Đô đốc Darlan được phong Đô đốc Hạm đội (Amiral de la Flotte) để khỏi "lép vế" trước đồng nhiệm Anh mang quân hàm Admiral of the Fleet, nhưng đây chỉ là danh xưng thuần túy chứ không phải là một quân hàm riêng.
Tại Trung Quốc, Hải quân thượng tướng (海军上将) là quân hàm tối cao của Quân chủng hải quân.

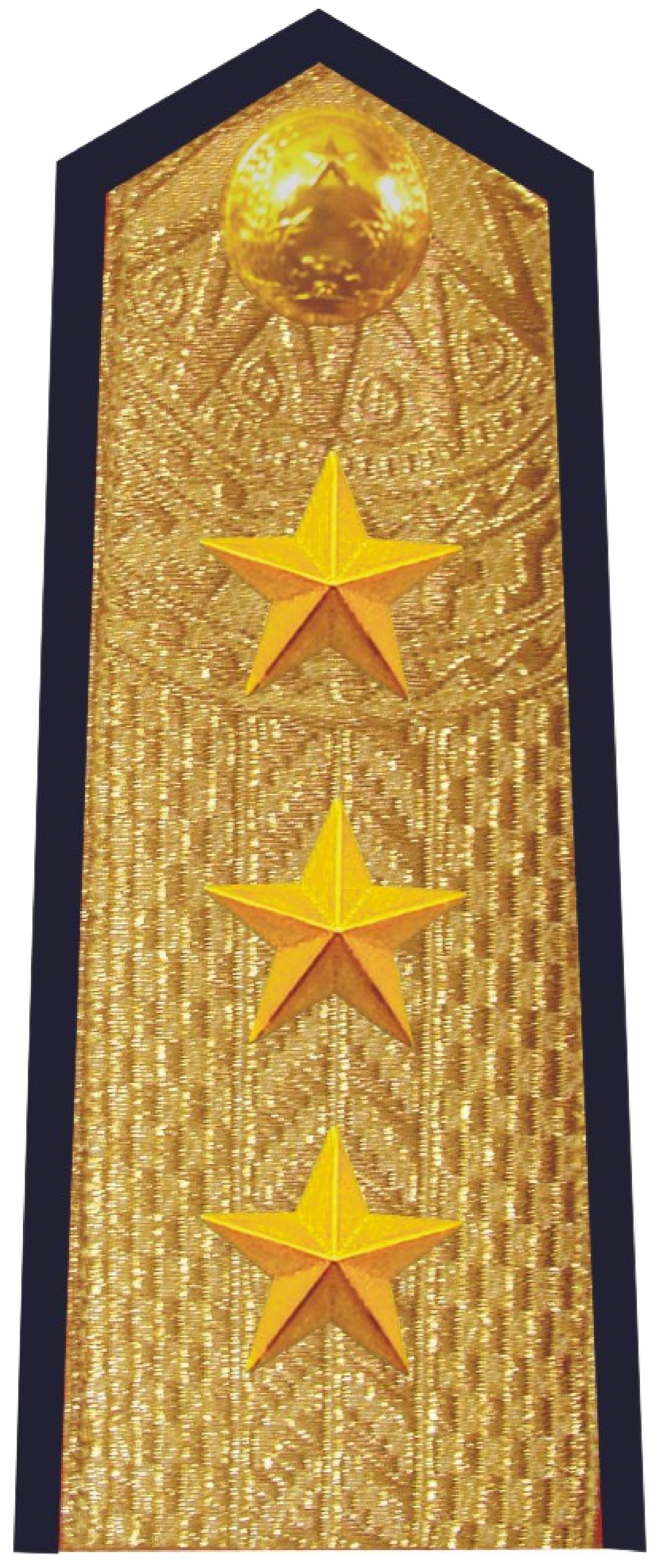
Quân hàm Đô đốc Hải quân Nhân dân Việt Nam
Quân hàm Đô đốc Hải quân Liên bang Nga
Quân hàm Đô đốc Hải quân Đức
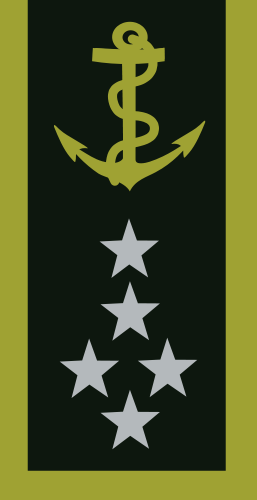
Quân hàm Đô đốc Hải quân Pháp
Quân hàm Đô đốc Hải quân Hoàng gia Thái Lan
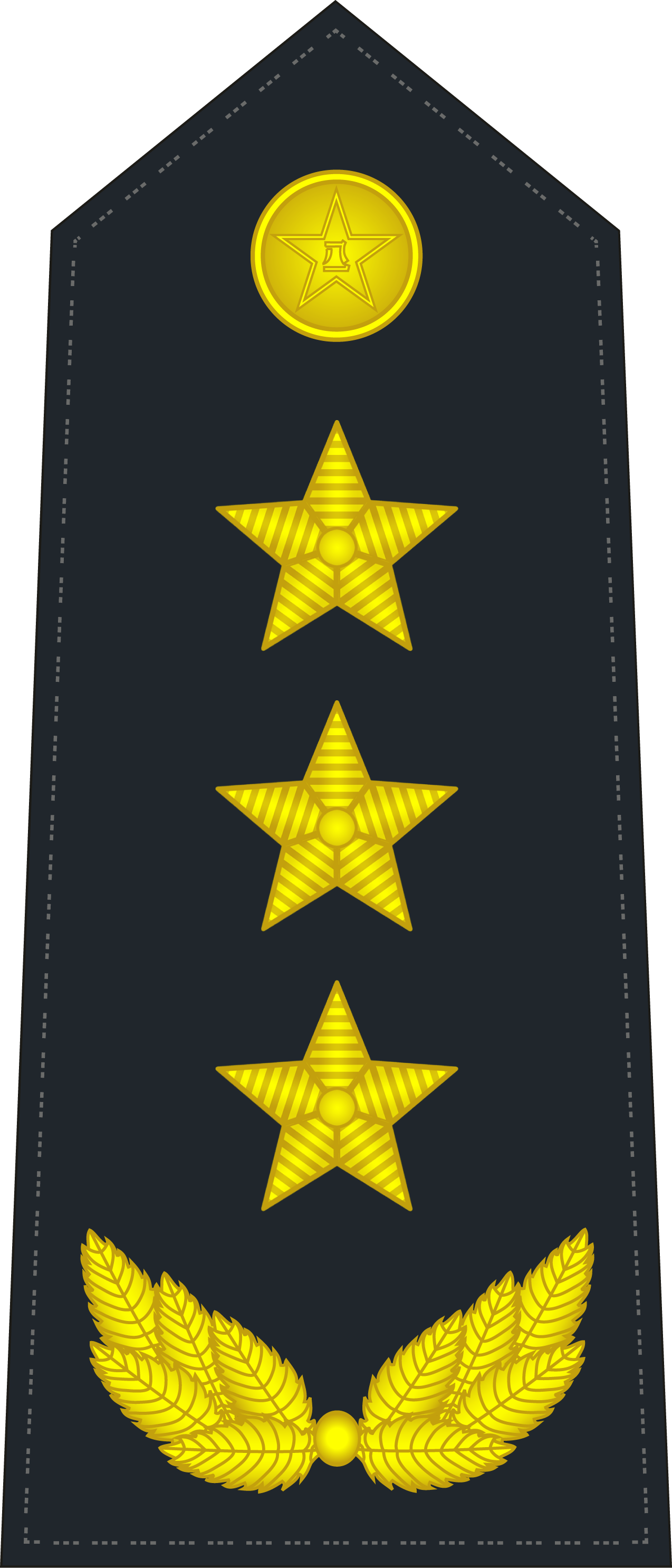
Quân hàm Đô đốc Hải quân Quân Giải phóng Nhân dân Trung Quốc
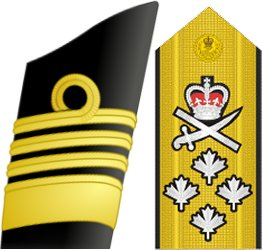
Quân hàm Đô đốc Hải quân Canada
Quân hàm Đô đốc Hải quân Hoàng gia Anh
Quân hàm Đô đốc Hải quân Hoa Kỳ